# ルリカワセミ
ルリカワセミ（学名：Alcedo meninting）は、ブッポウソウ目カワセミ科に分類される鳥類の一種。

## 形態
全長約16cm。

## 分布
南アジアから東南アジアにかけて分布する。